# 48. Reserve-Division (Deutsches Kaiserreich)
Die 48. Reserve-Division war ein Großverband der Preußischen Armee im Ersten Weltkrieg. Sie war im September 1914 gegründet worden und Teil der ersten Welle neuer Reserve-Divisionen zu Beginn des Weltkriegs, die von 43. bis 54. durchnummeriert wurden.

## Gliederung
Die Division war relativ gemischt, aber die meisten Angehörigen kamen aus den Gebieten des XI. und XVIII. Armee-Korps. Die Reserve-Infanterie-Regimenter Nr. 221 und 222 wurden im Großherzogtum Hessen, das Reserve-Infanterie-Regiment Nr. 223 in der Provinz Hessen-Nassau, mit je einem Bataillon aus dem ehemaligen Kurhessen, dem Herzogtum Nassau, und der Stadt Frankfurt am Main ausgehoben. Das Reserve-Infanterie-Regiment Nr. 224 kam aus den thüringischen Staaten und der preußischen Provinz Sachsen. In ihm dienten auch zahlreiche Elsass-Lothringer.

### Kriegsgliederung am 9. Januar 1915
- 95. Reserve-Infanterie-Brigade
  - Reserve-Infanterie-Regiment Nr. 221
  - Reserve-Infanterie-Regiment Nr. 222
- 96. Reserve-Infanterie-Brigade
  - Reserve-Infanterie-Regiment Nr. 223
  - Reserve-Infanterie-Regiment Nr. 224
  - Reserve-Jäger-Bataillon Nr. 20
- Reserve-Kavallerie-Abteilung Nr. 48
- Reserve-Feldartillerie-Regiment Nr. 48
- Reserve-Fußartillerie-Batterie Nr. 24
- Reserve-Fußartillerie-Batterie Nr. 25
- Reserve-Pionier-Kompanie Nr. 48

### Kriegsgliederung vom 6. Juli 1918
- 96. Reserve-Infanterie-Brigade
  - Reserve-Infanterie-Regiment Nr. 221
  - Reserve-Infanterie-Regiment Nr. 222
  - Reserve-Infanterie-Regiment Nr. 223
  - 5. Eskadron/1. Garde-Dragoner-Regiment „Königin Viktoria von Großbritannien und Irland“
- Artillerie-Kommandeur Nr. 48
  - Reserve-Feldartillerie-Regiment Nr. 48
  - I. Bataillon/Fußartillerie-Regiment Nr. 23
- Pionier-Bataillon Nr. 348
- Divisions-Nachrichten-Kommandeur Nr. 448

## Gefechtskalender
Die Division wurde nach Beendigung der Ausbildung im Oktober 1914 im Raum Metz zusammengezogen und zunächst an der Westfront im Artois im Raum Lille eingesetzt. Im November wurde das XXIV. Reserve-Korps mit der 47. und 48. Reserve-Division an die Ostfront verlegt. Während die 48. Division an den Kämpfen der 9. Armee im Raum südlich von Łódź teilnahm, wurde die 47. Reserve-Division zur Verstärkung der Österreicher nach Krakau abtransportiert. Während der Schlacht von Belchatow stand die 48. Reserve-Division Ende November zusammen mit der Division Menges und dem Kavalleriekorps Hauer an der Linie Widawa-Zdunska Wola im Angriff.
Seit 13. Januar 1915 wurde ein deutsches Karpatenkorps unter General Alexander von Linsingen mit der 48. Reserve-Division, der 1. und 3. Garde-Division, sowie der 5. Kavallerie-Division zur Verstärkung der Österreicher aufgestellt. Diese Verbände wurden als sogenannte deutsche Südarmee zusammengefasst und am östlichen Abschnitt der Front zwischen der k.u.k. 3. Armee und der bei Nadworna anschließenden Armeegruppe des Generals Karl von Pflanzer-Baltin eingeschoben.
Zwischen Februar und Mai 1915 wurde die 48. Reserve-Division in der Winterschlacht in den Karpaten eingesetzt und rang am Czyrak. Infolge der Durchbruchsschlacht von Gorlice-Tarnów erfolgte der begleitende Angriff der Südarmee in Richtung auf Stanislau. Zwischen 10. und 22. Juni rang die Division bei Zydaczow, Ende Juni wurde die Gnila-Lipa erreicht. Mitte Juli erzwangen Truppen des Korps Gerok den Dnjestr-Übergang bei Zurawno. Im Zuge des russischen Großen Rückzugs erreichte die Division die Zlota Lipa bei Podhajce und bis Ende August den Styr im Raum südlich von Tarnopol. Ende September begannen wechselvolle Stellungskämpfe an der Strypa zwischen Wosuszka und am Sereth. Im Sommer 1916 stand die 48. Reserve-Division in diesem Gebiet während der russischen Brussilow-Offensive in Verteidigung und musste vor starken russischen Angriffen auf die Zlota-Lipa und die Bystrzyca zurückgehen. Von Oktober 1916 bis April 1917 war die Division der k.u.k. 3. Armee und nachfolgend der k.u.k. 2. Armee unterstellt.
Im Mai 1917 kehrte die Division an die Westfront zurück, wo sie am westlichen Maasufer bei Verdun eingesetzt wurde. Am 7. Oktober 1917 wurde die Division der Armeeabteilung A nach Lothringen zugeführt und wurde im Medewich-Abschnitt eingesetzt. Von Anfang Dezember 1917 bis Mitte Februar 1918 stand die Division im Oberelsass. Ab März 1918 fungierte die Division als Armee-Reserve in Flandern und kam im April in der Schlacht bei Armentières zum Einsatz. Während der alliierten Hunderttageoffensive kämpfte die Division in der Schlacht der Scarpe und musste auf die Siegfriedlinie zurückgehen. Anfang Oktober folgten Abwehrkämpfe zwischen Cambrai und St. Quentin, zu Kriegsende rang die Division im Raum Valenciennes. Die 48. Reserve-Division wurde Anfang 1919 aufgelöst.

## Kommandeure
| Dienstgrad      | Name                           | Datum                            |
| --------------- | ------------------------------ | -------------------------------- |
| Generalleutnant | Ferdinand von Hahn             | 25. August 1914 bis 7. Juni 1915 |
| Generalleutnant | Hermann von Oppeln-Bronikowski | 8. Juni 1915 bis 25. Mai 1917    |
| Generalmajor    | Konrad von Hippel              | 26. Mai 1917 bis 9. Februar 1919 |